# Akraneskaupstaður
Akraneskaupstaður är en kommun i republiken Island.   Den ligger i regionen Västlandet, i den västra delen av landet, 22 km norr om huvudstaden Reykjavík. Antal invånare var 2019-01-01 7 411 personer.